# Dywizjon 601
Dywizjon 601 (County of London) – brytyjska jednostka lotnicza funkcjonująca w ramach Royal Air Force Reserves (pol. Królewskie Pomocnicze Siły Powietrzne). Podczas II wojny światowej dywizjon wziął udział w bitwie o Anglię, walkach w Afryce oraz we Włoszech. Jednostka była trzykrotnie formowana – w 1925, 1947 i 2017 r. Obecnie jest czynną jednostką liniową Royal Air Force. Godłem jednostki jest uskrzydlony miecz.

## Historia
Dywizjon powstał w bazie Northolt 14 października 1925 r. jako jednostka lekkich bombowców Royal Air Force Reserves. Inicjatorem jego powstania był lord Edward Arthur Grosvenor, który dobierał jej personel latający spośród najznamienitszych arystokratów-lotników. Kandydatom na personel dywizjonu sugerowano, że posiadanie własnego samolotu jest dodatkowym atutem, ale pochodzenie z odpowiedniej klasy jest już wymogiem. Wystawny styl życia pilotów, wyposażanie maszyn w niestandardowe silniki oraz omijanie regulaminowych zasad spowodowało, że jednostka otrzymała nieoficjalnie nazwę dywizjonu milionerów (The millionaire's squadron). Lotnicy dbali o odróżnienie się od innych pilotów RAF poprzez podszywanie swych mundurów czerwonym jedwabiem i noszenie czerwonych skarpetek oraz granatowych (zamiast czarnych) krawatów. Do legendy brytyjskiego lotnictwa przeszły też mecze polo rozgrywane przez pilotów dywizjonu 601 na najnowszych modelach motocykli.
Początkowo do jednostki przydzielono samoloty Avro 504 i Airco DH.9, loty rozpoczęto w maju 1926 r. Na początku 1927 r. jednostka została dyslokowana do bazy Hendon, w której stacjonowała do momentu wybuchu II wojny światowej. Dobór pilotów spośród cywili-pasjonatów okazał się doskonałym wyborem. W 1927 r. dywizjon zdobył trofeum lorda Eshera dla najsprawniejszego dywizjonu RAF. Ekstrawaganckie zachowanie pilotów nie zawsze wzbudzało entuzjazm w liniowych jednostkach RAF, które okazywało swoją niechęć lotnikom-arystokratom czasem w szczególny sposób. Piloci dywizjonu 54 „zbombardowali” lotnisko dywizjonu 601 blaszanymi nocnikami opatrzonymi nazwiskami jego pilotów. Ci zrobili sobie pamiątkowe zdjęcie z nimi na głowach po czym nazbierali krabów, które zapakowali w pudełka i obrzucili nimi z powietrza lotnisko dywizjonu 54.
W 1929 r. na uzbrojenie dywizjonu weszły samoloty Westland Wapiti, które w 1933 r. wymieniono na Hawker Hart. Zmiana wyposażenia spowodowała przekształcenie w 1934 r. dywizjonu w jednostkę myśliwską. Rozwój dywizjonu postępował również dzięki ofiarności jego członków. Squadron Leader Nigel Norman otrzymane od rodziny 50 000 funtów (co wówczas pozwalało na zostanie rentierem do końca życia) zainwestował w infrastrukturę lotniska Hendon. Jego gest docenił książę Yorku, późniejszy król Jerzy VI, który osobiście dokonał otwarcia przebudowanego lotniska.
Kolejna zmiana sprzętu nastąpiła w 1937 r., kiedy to na stanie dywizjony znalazły się myśliwce Hawker Demon. Pozostały w użyciu do listopada 1938 r., kiedy to jednostka otrzymała pierwsze egzemplarze Gloster Gauntlet. Zostały one szybko, już w styczniu 1939 r., zastąpione przez dwuosobowe Bristol Blenheim w wersji myśliwskiej. Ponieważ Blenheimy nie posiadały opancerzenia, lotnicy dywizjonu 601 na własny koszt zamówili w firmie Wilkinson Sword Company opancerzone fotele, które zamontowali w samolotach.

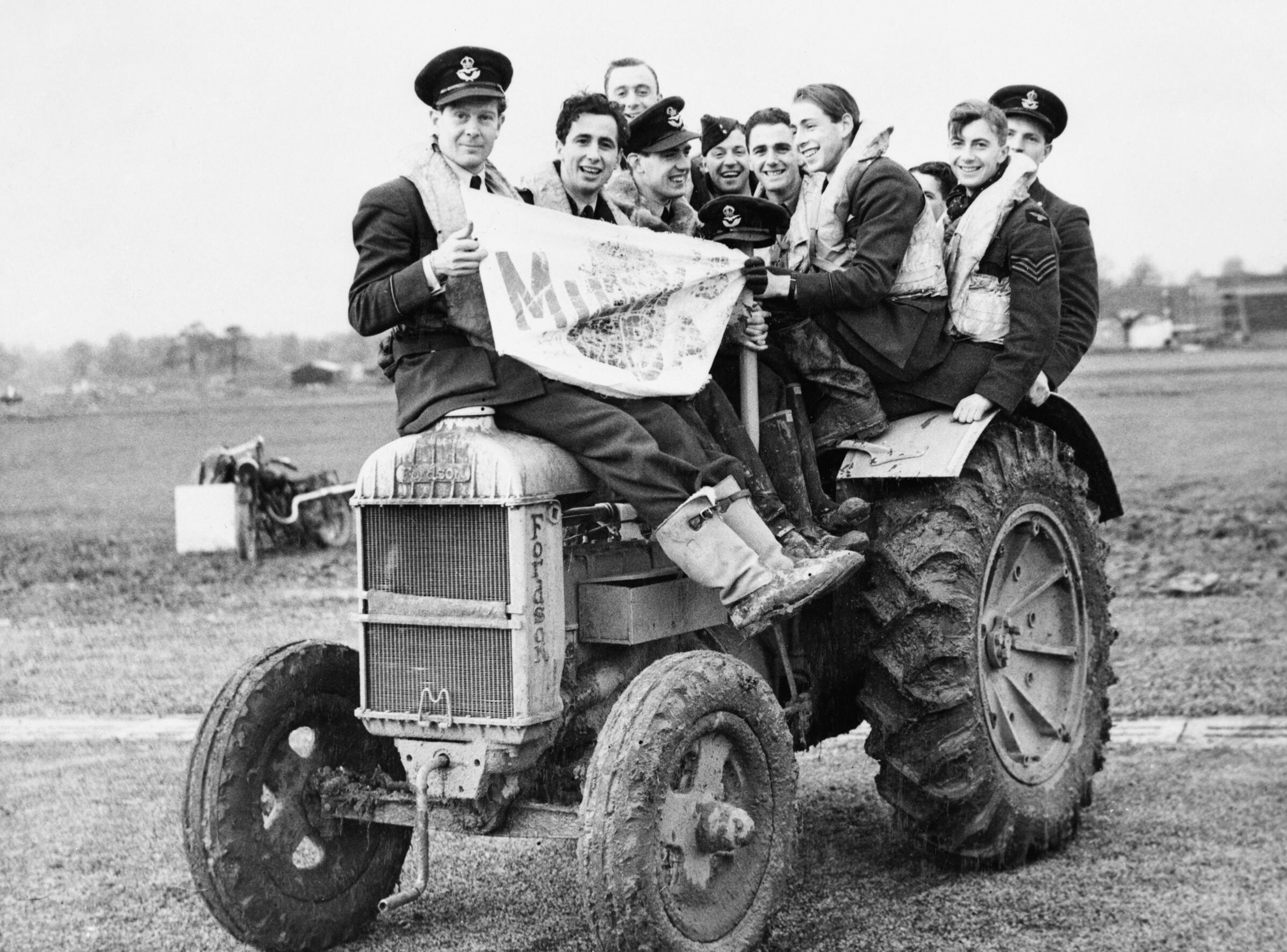
Piloci dywizjonu 601 na lotnisku w Exeter, listopad 1940 r.

Po wybuchu II wojny światowej dywizjon został skierowany do zadań patrolowych, w marcu 1940 r. przezbrojono go w Hawker Hurricane. Podczas kampanii francuskiej jednostka przez tydzień operowała z terenu Francji, następnie została wycofana do obrony Wielkiej Brytanii. Dywizjon osłaniał ewakuację oddziałów brytyjskich z Dunkierki, następnie wziął udział w bitwie o Anglię. W trakcie walk piloci dywizjonu zniszczyli 68 maszyn Luftwaffe przy stracie 16 własnych. Duże straty poniesione w walce spowodowały konieczność uzupełnienia personelu dywizjonu pilotami nielegitymującymi się arystokratycznym pochodzeniem, przez co stracił on swój ekskluzywny charakter. Od początku 1941 r. jednostka włączyła się w działania ofensywne nad okupowaną Francją. W sierpniu 1941 r. na wyposażenie zaczęto wprowadzać myśliwce Bell P-39 Airacobra, które uznano za nieskuteczne z uwagi na brak sprężarki i w marcu 1942 wymieniono na rzecz Supermarine Spitfire. 
W kwietniu 1942 r. dywizjon został przetransportowany na pokładzie lotniskowca USS „Wasp” na Maltę i wziął udział w obronie wyspy. Następnie został przeniesiony na afrykański teatr wojenny, wziął udział w walkach zakończonych rozbiciem sił Osi i ich kapitulacją 13 maja 1943 r. W czerwcu został przeniesiony na Maltę, skąd osłaniał lądowanie aliantów na Sycylii. W tym samym czasie dowództwo nad dywizjonem objął Stanisław Skalski. Funkcję zdał we wrześniu. W połowie lipca dywizjon został dyslokowany na lotniska na terenie Włoch, skąd operował do zakończenia II wojny światowej. Jego samoloty osłaniały walki na przyczółku Anzio. Jednostka została rozwiązana 14 sierpnia 1945 r.. Na jej konto zaliczono zniszczenie podczas działań wojennych dwustu samolotów wroga w powietrzu i sześciu na ziemi oraz 229 pojazdów. 

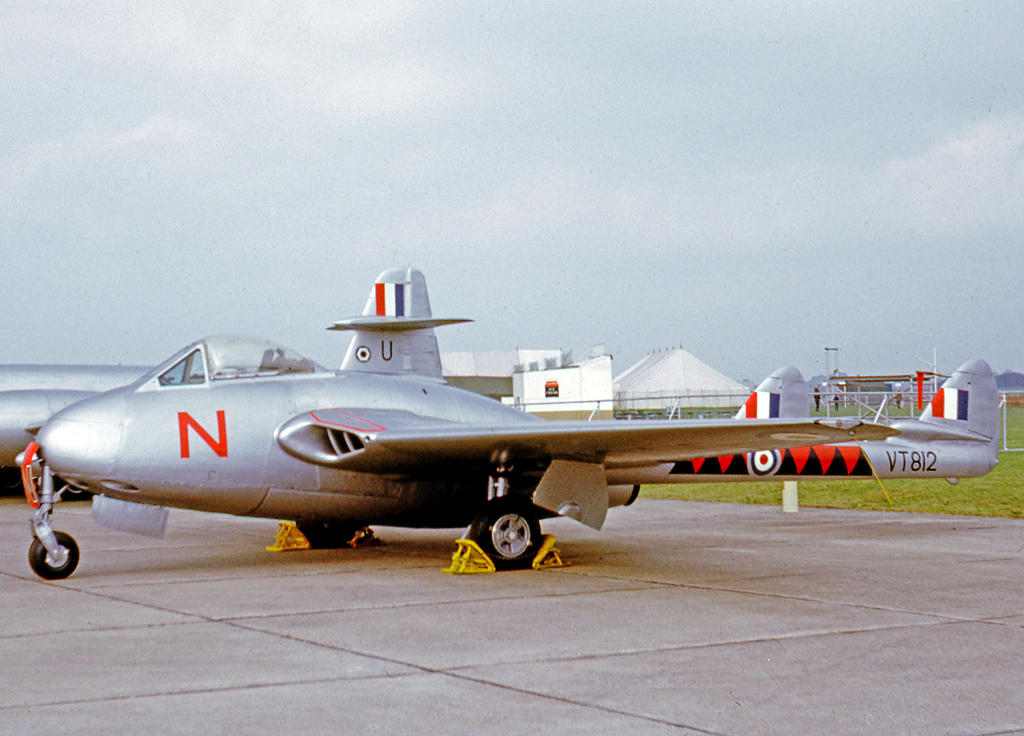
DH.100 Vampire dywizjonu 601 w bazie Abingdon

Reforma Royal Air Force Reserves spowodowała przywrócenie jednostki do służby w czerwcu 1946 r. Pierwszym samolotem, na którym w 1946 r. namalowano uskrzydlony miecz, był Harward o numerze FX 387. Dywizjon został wyposażony w Supermarine Spitfire Mk XIV, jego bazą stało się ponownie lotnisko Hendon. W 1949 r. został przeniesiony do bazy North Weald i w grudniu wyposażony w myśliwce o napędzie odrzutowym de Havilland Vampire. W sierpniu 1952 r. został przezbrojony w samoloty Gloster Meteor i latał na nich do momentu rozwiązania 10 marca 1957 r. Na uroczystość rozwiązania dywizjonu przybył książę Filip, małżonek królowej Elżbiety II. Piloci dywizjonu 601 do końca pozostali wierni zasadom lorda Edwarda Grosvenora, dla którego ekstrawagancja była częścią życia. Książę, po uroczystej kolacji, został zaproszony do sali oświetlonej świecami wetkniętymi w puste butelki whisky Vat 69, gdzie na katafalku spoczywał w pełnym wyposażeniu lotnik ściskający w dłoniach pustą butelkę szampana. Całość instalacji uzupełniał napis:

Tu spoczywa dywizjon 601

Royal Air Force Reserves

Zamordowany przez ignorację

Do trzeciego sformowania dywizjonu doszło 20 kwietnia 2017 r. Został powołany do służby, aby zapewnić Sztabowi Lotnictwa RAF specjalistyczne wsparcie w zakresie kontaktów z przemysłem i biznesem. 21 lipca 2022 r. Szef Sztabu Lotnictwa, marszałka lotnictwa Sir Mike Wigston, wręczył jednostce nowy sztandar.

## Dowódcy
Dywizjonem dowodzili:
| Dowódca                            | Okres               |
| S/Ldr Lord Edward Arthur Grosvenor | 1925                |
| S/Ldr Sir Philip Sassoon           | 1931                |
| S/Ldr Nigel Norman                 | 1931-1934           |
| S/Ldr R. Shaw                      | VII.1934-III.1936   |
| S/Ldr B.S. Thynne                  | III.1936-XII.1939   |
| S/Ldr L. Guinness                  | XII.1939-VI.1940    |
| S/Ldr M. Aitken                    | VI.1940-VII.1940    |
| S/Ldr W.F.C. Hobson                | VII.1940-VIII.1940  |
| S/Ldr E.F. Ward                    | VIII.1940-VIII.1940 |
| S/Ldr A.P. Hope                    | VIII.1940-XII.1940  |
| S/Ldr. J.A. O’Neill                | XII.1940-IV.1941    |
| S/Ldr E.J. Gracie                  | IV.1941-XII.1941    |
| S/Ldr E.J. Jones                   | XII.1941-III.1942   |
| S/Ldr J.D. Bisdee                  | III.1942-IV.1942    |
| S/Ldr R.G.A. Barclay               | IV.1942-VII.1942    |
| S/Ldr J.D. Bisdee                  | VII.1942-VIII.1942  |
| S/Ldr A.V. Clowes                  | VIII.1942-III.1943  |
| S/Ldr G.H.F. Plinston              | III.1943-III.1943   |
| S/Ldr. J.S. Taylor                 | III.1943-VI.1943    |
| S/Ldr S. Skalski                   | VI.1943-IX.1943     |
| Maj. M.S. Osler                    | IX.1943-III.1944    |
| S/Ldr J.H. Nicholls                | III.1944-VII.1944   |
| S/Ldr R.W. Turkington              | VII.1944-I.1945     |
| S/Ldr C.T. Stimpson                | I.1945-V.1945       |
| S/Ldr M. Aitken                    | VI.1946-VI.1948     |
| S/Ldr H.S.L. Dundas                | VI.1948-1950        |
| S/Ldr. P.H.M. Richey               | 1950-1952           |
| S/Ldr C.C. MacCarthy-Jones         | 1952-I.1957         |
| S/Ldr P.E. Edelston                | I.1957-III.1957     |
| Wg Cdr J.I. Chappell               | IV.2017-I.2018      |
| AVM Malcolm Brecht                 | I.2018 – nadal      |